# الكسندر جون درايسديل
الكسندر جون درايسديل (بالإنجليزية: Alexander John Drysdale)‏ هو رسام أمريكي، ولد في 2 مارس 1870 في ماريتا في الولايات المتحدة، وتوفي في 9 فبراير 1934.

## معرض صور

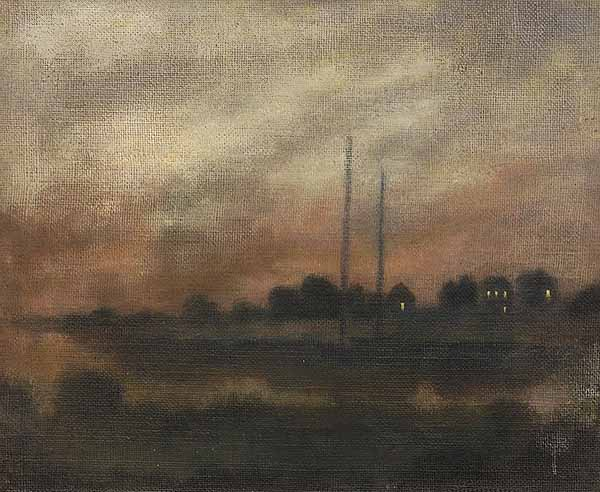
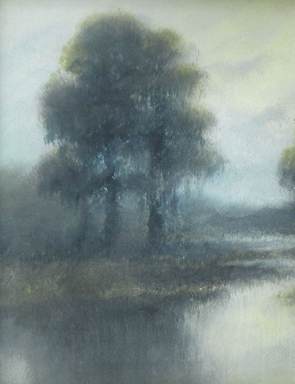
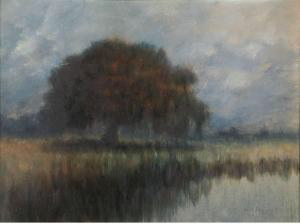